# Коннектограм
Коннектограм графическая репрезентация коннектомики, области знаний связанной с отображением всех соединений белого вещества в человеческом мозге. Обычно это круговой граф полученный применением теории графов к диффузионной МРТ для демонстрации соединений белого вещества.

## Структура

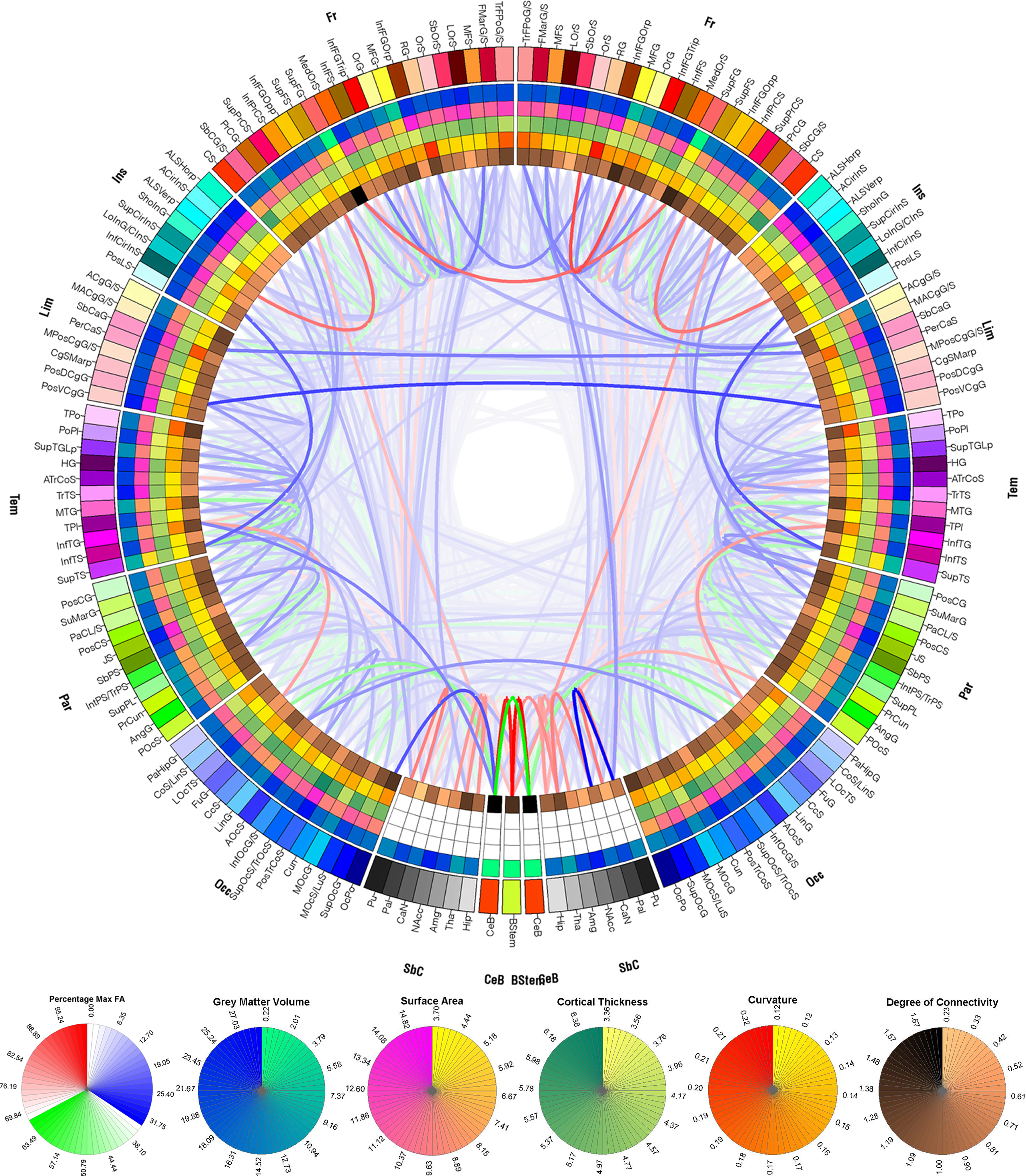
Коннектограмм показывающий усредненные соединения и кортикальные свойства 110 здоровых, праворуких мужчин возрастом от 25 до 36 лет

## Описание
Коннектограм как графическая репрезентация коннектомики мозга был впервые предложен в 2012 году. Коннектограм это обычно круговой граф у которого левая половина показывает соединения левого полушария а правая половина правого. В свою очередь половины разбиты на лобную долю , островковую долю, лимбическую долю, височную долю, подкорковые структуры и мозжечок. В самом низу между двумя полушариями также представлен мозговой ствол. Внутри этих доль каждый корковый регион подписан собственной аббревиатурой и привязан к своему цвету. Цвета нужны чтобы находить регионы на других изображениях поверхностей мозга и оценивать их взаимное расположение. Внутри кольца корковых регионов вложенные кольца описывают такие понятия как объём серого вещества региона, площадь региона, толщина коры региона, кривизна поверхности региона и степень соединений региона (относительная пропорция соединений этого региона к соединениям всего мозга) в порядке вложенности.

## См . также
- Коннектом